# Матроїд
Матроїд — класифікація підмножин деякої множини, що являє собою узагальнення ідеї незалежності елементів, аналогічно незалежності елементів лінійного простору, на довільну множину.

## Аксіоматичне визначення
Матроїд — пара {\displaystyle (X,I)}, де {\displaystyle X} — скінченна множина, звана носієм
матроїда, а {\displaystyle I} — деяка множина підмножин {\displaystyle X}, звана
сімейством незалежних множин, тобто {\displaystyle I\subset } {\displaystyle 2^{X}}. При цьому повинні
виконуватися наступні умови:
1. {\displaystyle \varnothing \in I}
2. Якщо {\displaystyle A\in I} та {\displaystyle B\subset A}, то {\displaystyle B\in I}
3. Якщо {\displaystyle A,B\in I} і потужність A більша потужності B, то існує {\displaystyle x\in A\setminus B} такий, що {\displaystyle B\cup \{x\}\in I}

Базами матроїда називаються максимальні по включенню незалежні множини.
Підмножини {\displaystyle X}, які не належать {\displaystyle I}, називаються залежними множинами.
Мінімальні по включенню залежні множини називаються циклами матроїда, це поняття використовується в альтернативному визначенні матроїда.

## Визначення у термінах циклів
Матроїд — пара {\displaystyle (X,C)}, де {\displaystyle X} — носій матроїда, а {\displaystyle C} — сімейство непустих підмножин {\displaystyle X}, зване множиною Циклів матроїда, для яких виконуються наступні умови:
1. Жоден цикл не є підмножиною іншого.
2. Якщо {\displaystyle x\in C_{1}\cap C_{2}}, то {\displaystyle C_{1}\cup C_{2}\setminus \{x\}} містить цикл.

## Визначення у термінах правильного замикання
Нехай {\displaystyle (P,\leq )} — частково впорядкована множина. {\displaystyle H:P\to P} — замикання в {\displaystyle (P,\leq )}, якщо
1. Для будь-якого x з P: {\displaystyle H(x)\geq x}
2. Для будь-яких x,y з P: {\displaystyle x\leq y\Rightarrow H(x)\leq H(y)}
3. Для будь-якого x з P: {\displaystyle H\left(H\left(x\right)\right)=H(x)}

Розглянемо {\displaystyle (P,\leq )=(2^{S},\leq )} випадок, коли частково впорядкована множина — булева алгебра. Нехай {\displaystyle A\to H(A)} — замикання{\displaystyle A\subset S}.
1. Замикання правильне (аксіома правильного замикання), якщо {\displaystyle (p\not \in A,p\in H(A\cup \left\{q\right\}))\Rightarrow q\in H(A\cup \left\{p\right\})}
2. Для будь-якого {\displaystyle A\subset S} існує таке {\displaystyle B\subset A}, що
  1. {\displaystyle |B|<+\infty }
  2. {\displaystyle H\left(B\right)=H\left(A\right)}

Пара {\displaystyle (S,A\to H(A))}, де {\displaystyle A\to H(A)} — правильне замикання на {\displaystyle (2^{S},\leq )}, називається матроїдом.

## Приклади
1. Універсальний матроїд Unk. Множина X має потужність n, незалежними множинами є підмножини потужністю не більше k. Бази — підмножини потужністю k.
2. Матроїд циклів графу. Множина X — множина ребер графу, незалежні множини — ациклічні підмножини цих ребер, цикли — прості цикли графу. Базами є кістякові дерева графу. Матроїд називається 'графічним', якщо він є матроїдом циклів деякого графу[2].
3. Матроїд підмножин множини ребер графу, таких що видалення підмножини залишає граф зв'язним.
4. Матроїд коциклів графу. Множина X — множина ребер, коцикли — мінімальні множини, видалення яких призводить до втрати зв'язності графу. Матроїд називається 'кографічним', якщо він є матроїдом коциклів деякого графу.[2]
5. Матричний матроїд. Сімейство всіх лінійно незалежних підмножин будь-якої скінченної множини векторів довільного непорожнього векторного простору є матроїдом.

Визначимо множину E, як таку, що складається з {1, 2, 3, .., n} — номерів стовпців деякої матриці, а множину I, як таку, яка складається з підмножин E, таких що вектори, які визначаються ними, є лінійно незалежними над полем дійсних чисел R. Виникає питання — якими властивостями володіє побудована множина I?
1. Множина I — непорожня. Навіть якщо вихідна множина E була б порожньою — E = ∅, то I буде складатися з одного елемента — множини, що містить порожню множину I = ∅.
2. Будь-яка підмножина будь-якого елемента множини I також буде елементом цієї множини. Ця властивість зрозуміла — якщо деякий набір векторів лінійно незалежний над полем, то лінійно незалежним буде також будь-який його піднабір.
3. Якщо A, B ∈ I, причому|A|=|B|+ 1, тоді існує елемент x ∈ A — B, такий що B ∪ {x} ∈ I.

Доведемо, що в розглянутому прикладі множина лінійно незалежних стовпців дійсно є матроїдом. Для цього достатньо довести третю властивість з визначення матроїда. Проведемо доведення методом від протилежного.
Доведення. Нехай A, B ∈ I і |A|=|B|+ 1. Нехай W буде простором векторів, які охоплюють A ∪ B. Зрозуміло, що його розмірність буде не меншою від |A|. Припустимо, що B ∪ {x} буде лінійно залежною для всіх x ∈ A — B (тобто третя властивість не буде виконуватися). Тоді B утворює базис у просторі W. З цього випливає, що|A|≤ dim W ≤|B|. Але, так як за умовою A і B складаються з лінійно незалежних векторів і |A|>|B|, одержуємо суперечність. Така множина векторів буде матроїдом.

## Додаткові поняття
- Двоїстим до даного матроїду називається матроїд, носій якого збігається з носієм даного матроїда, а бази — з доповненням баз даного матроїда до носія. Тобто X* = X, а безліч баз двоїстого матроїда — це множина таких B*, що B* = X\B, де B — база даного матроїда.
- Циклом в матроїді називається така множина A ⊂ X, що A ∉ I, і для будь-якого B ⊂ A, якщо B ≠ A, то B ∈ I
- Рангом матроїда називається потужність його баз. Ранг тривіального матроїда дорівнює нулю.

## Матроїд Фано

Матроїд Фано

Матроїди з невеликим числом елементів часто зображують у вигляді діаграм. Точки — це елементи основної множини, а криві «протягнуті» через кожен трьохелементний ланцюг (3-element circuit). Діаграма показує 3-ранговий матроїд, званий матроїдом Фано, приклад якого з'явився в 1935 в статті Уїтні (Whitney).
Назва виникла з того факту, що матроїд Фано являє собою проективну площину другого порядку, відому як площина Фано, чиє координатне поле — це двохелементне поле. Це означає, що матроїд Фано — це векторний матроїд, пов'язаний з сімома ненульовими векторами в тривимірному векторному просторі над полем двох елементів.
З проективної геометрії відомо, що матроїд Фано не може бути представлений довільною множиною векторів в дійсному або комплексному векторному просторі (або в будь-якому векторному просторі над полем, характеристики якого відрізняються від 2).

## Теореми
- Всі бази матроїда мають однакову потужність.
- Матроїд однозначно задається носієм і базами.
- Цикл не може бути підмножиною іншого циклу
- Якщо {\displaystyle C_{1}} і {\displaystyle C_{2}} — цикли, то для будь-якого {\displaystyle x\in C_{1}\cap C_{2}:C_{1}\cup C_{2}\setminus \{x\}} містить цикл
- Якщо {\displaystyle B} — база і {\displaystyle x\notin B}, то {\displaystyle B\cup \{x\}} містить рівно один цикл.

## Застосування
- Матроїди добре описують клас задач, які допускають «жадібне» рішення. Див. жадібний алгоритм Радо-Едмондса.
- Матроїди в комбінаторній оптимізації.